# Seon-dal
Pour plus de détails, voir Fiche technique et Distribution.
Seon-dal (hangeul : 봉이 김선달 ; RR : Kim Seon-dal) est un film sud-coréen réalisé par Park Dae-min et sorti en 2016.
Elle est basée sur le personnage folklorique coréen Kim Seon-dal qui aurait, dit-on, réussit à vendre le fleuve Taedong.

## Synopsis
Kim Seon-dal (Yoo Seung-ho), un escroc de génie aussi ingénieux que séduisant, travaille avec Bo-won (Ko Chang-seok), une femme bouddhiste nommée Yoon (Ra Mi-ran) et Gyeon (Kim Min-seok). L'équipe d'escrocs est célèbre dans tout le pays et décide un jour de dérober du tabac, le produit le plus cher du pays. Pour leur plan, ils doivent tromper un homme très puissant, Sung Dae-ryeon (Jo Jae-hyeon).

## Fiche technique
- Titre original : 봉이 김선달
- Titre international : Seondal: The Man Who Sells the River
- Titre français : Seon-dal
- Réalisation et scénario : Park Dae-min
- Montage : Kim Jae-bum et Kim Sang-bum
- Pays de production :  Corée du Sud
- Langue originale : coréen
- Format : couleur
- Genre : comédie historique
- Durée : 121 minutes
- Dates de sortie :
  - Corée du Sud : 6 juillet 2016

## Distribution
- Yoo Seung-ho : Kim In-hong/Kim Seon-dal[1]
- Jo Jae-hyeon : Sung Dae-ryeon
- Ko Chang-seok : Bo-won
- Ra Mi-ran : Yoon, la femme bouddhiste
- Kim Min-seok : Gyeon-i[2]
- Jeon Seok-ho : Yi Wan